# Almagro (Madrid)
Pour les articles homonymes, voir Almagro.
Le quartier d'Almagro est un quartier administratif de Madrid situé dans le district de Chamberí.
Créé au XIXe siècle, c'était l'un des domaines préférés par la haute société entre la fin du XIXe siècle et le début du XXe siècle.
Les Tours Colomb, le siège du Procureur général de l'État et le siège du Parti populaire sont situés dans le quartier.
D'une superficie de 93,7095 hectares, il accueille 19 858 habitants (Octobre 2019).